# ダッタンソバ
ダッタンソバ（韃靼蕎麦、学名：Fagopyrum tataricum）は、タデ科ソバ属の一年草。製粉・製麺して、蕎麦のように食用とされる。独特な強い苦みがあるため苦蕎麦（にがそば）とも呼ばれる。「ダッタン」は漢字で「韃靼」と書き、モンゴルに住む遊牧民族の古い呼び名のひとつであるタタール人のことである。ダッタンソバの食品名は、彼らが好んだことにちなんで名づけられたとされる。

## 野生種
ダッタンソバ（栽培品種）に近縁な野生種に、多年草の虫媒植物のシャクチリソバがある。これはパキスタン、インド、中華人民共和国の南西部、タイと、ソバ属のなかでも広範囲の分布域を持っている。シャクチリソバの遺伝子やアロザイム変異を解析した結果からチベット地方に二倍体の野生種が発見され、約70万年前から150万年前頃に四倍体に分化したと考えられている。なお、一般的に食用とする混同しやすいソバ（蕎麦）とは異なる種と判明している。

## 性質・分布
日本で主流のソバ(Fagopyrum esculentum)と同属であるが、ソバが他殖性であるのに対し、ダッタンソバは自家受粉する自殖性植物で、山岳地帯を中心に広くアジアに分布している。寒冷に強く、ソバが育たない気象条件や、農地に適さないような土壌条件の厳しい土地でも比較的よく育成し、主に標高が高い高山地域で食用や飼料用として栽培・利用されてきた。このような特性を生かして、通常は畑作に向かない寒冷な土地での生産性向上を目的に、品種改良や活用が国内で着目されている。

## 生産地
ロシア、モンゴル国、ネパール、中華人民共和国の内モンゴル自治区・雲南省・四川省などの1,500〜2,700m程度の標高がある亜高山帯で主に生産されている

### 日本
日本における初の本格的な栽培は岩手県軽米町で昭和60年（1985年）頃、岩手大学の教授が持ち込んだ16粒の種子から始まったとされる。
栽培面積は2011年（平成23年度）では全国でおよそ325ha（ヘクタール）、その内250ha以上が北海道であり生産の中心となっている。また、機能性物質ルチン含有量が多いことが注目され、ダッタンそば茶等の消費量が増加し、国産需要もあり栽培面積も増加傾向にある。北海道は「北海道の外来種リスト」において、北海道に定着しているとは言えない植物としてダッタンソバを挙げている。
国内の主な生産地
- 北海道 - 森町、当麻町、士別市、八雲町、雄武町
- 長野県 - 北信地方、長和町(大門地区)

## 成分及び利用
種子
種子の形状がソバと違い、表面のくぼみからカビが発生しやすいため、水分を低くして管理するか早期に消費する必要がある。また、ダッタンソバがソバと混入すると、蕎麦製品としての見た目や味の違いからの品質低下が指摘されており、混入に規格を設けて対応することが望まれている。
成分
種子の成分は普通ソバとほとんど違いがみられないが、ルチン含有量はソバの50〜100倍で非常に多い。ルチンはフラボノイドの一種で、毛細血管強化作用を持ち、血圧低下に関係するとされる機能性成分である。しかしダッタンソバ子実にはルチン分解酵素も多く、粉への加水で急速に分解して苦み成分のクェルセチンが生成する。この独特の苦みのためにニガソバとも呼ばれている。クェルセチンは、エームズ試験によりフラボノイド中最も変異原性の高い物質といわれているが、クェルセチンに分解する前のルチンには変異原性がないと言われている。ソバ同様に実を原料にして、ルチンを豊富に含む健康食品のダッタンソバ茶や麺類として加工、販売されている。
ルチン分解酵素が失活していないダッタンソバ粉から製造された乾麺、生麺ではルチンがほとんど含まれていない。麺類からルチンを摂取する場合にはルチン分解酵素を失活させたダッタンソバ粉を用いる必要がある。研究から加水分解により生成されたクェルセチンの機能性が注目されており、ルチンよりむしろクェルセチンを積極的に評価する動きがある。

## 品種
品種には道県で栽培が奨励される品種とそうではない品種がある。

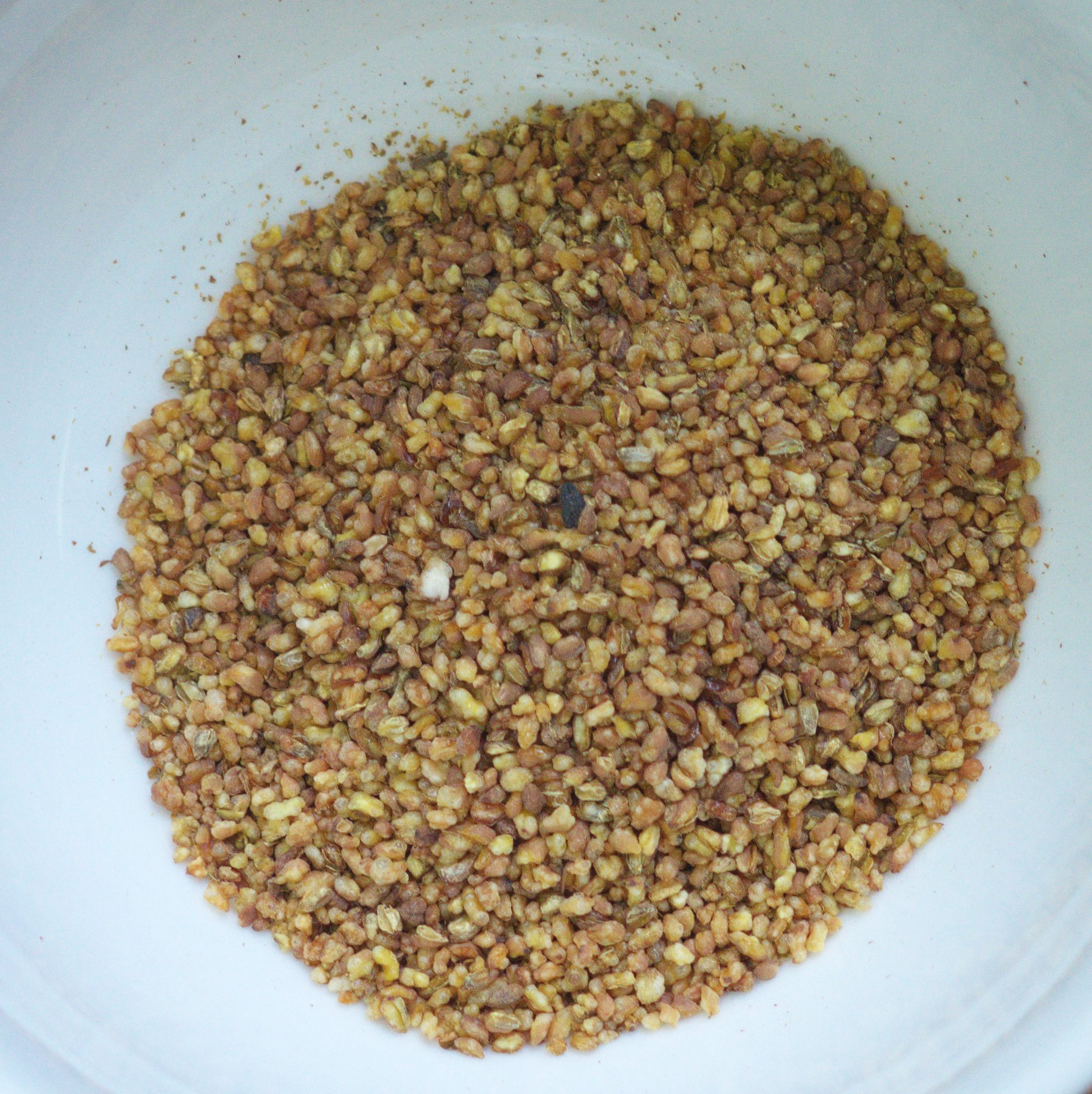
ダッタンソバ

### 奨励品種
- 北海Ｔ8号 - 農業・食品産業技術総合研究機構（農研機構）北海道農業研究センター開発

ソビエト連邦（現在ロシア）から導入した育種素材を母体に、選抜・育成された国産品種。安定多収で倒伏しにくく、そば茶への加工に向いている。北海道の優良品種。

### 奨励品種ではない品種
- 信永イエロー - 長野県の永田栄一によって育成されたダッタンソバの第一号登録品種。
- 北陸4号 - 北陸地方で主に栽培される。
- 大禅 - 民間育成品種
- 気の力 - タカノ育成品種
- イオンの黄彩 - (独)日本原子力研究開発機構育成品種
- 満天きらり - 農研機構 北海道農業研究センター開発

北海Ｔ8号を交配し、ソバの栽培が難しい北限地域でも育成できるダッタンソバの新品種。ダッタンソバの難点であった強い苦みを改良し、従来のダッタンソバ品種よりも苦みが弱く良食味で麺などの加工にも向いている。

## ダッタンソバブーム
ダッタンソバが蕎麦粉製品として日本に紹介されたのは、1997年3月12日付の『日本経済新聞』とされている。しかし、苦味をマイルドにした苦蕎麦という認知ではブームと言うまでには至らず、ルチン（ポリフェノール）の健康効果、抗酸化機能に着目された2001年を境に掲載メディアが急増している。
このことから、ダッタンソバブームとはルチンあるいはポリフェノールのブームが背景にあったと考えられる。ダッタンソバでないソバを茹で上げた蕎麦湯にもルチンが溶け込んでいるので飲むと健康に良いというような説が流行したのも、ルチンに注目したダッタンソバブーム以降であると考えられる。※実際にはルチンは不溶性であり、通常の生そばを茹で上げた蕎麦湯の含有量は期待できない